# 別爾江斯克灣

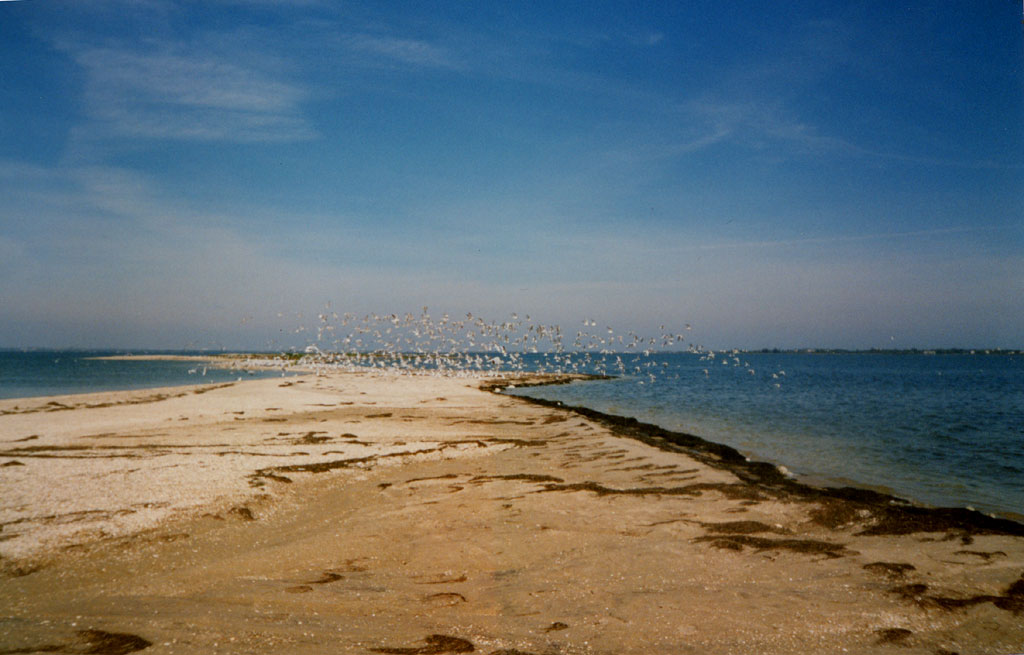
海湾景象

別爾江斯克灣（烏克蘭語：Бердянська затока）是烏克蘭的海灣，位於亞速海北部，由札波羅結州負責管轄，寬47公里，最大水深8米，該海灣在冬天結冰，沿岸城市有普里莫爾斯克和別爾江斯克。